# Camillo Vacani
Camillo Vacani, baron di Forte Olivo (15. července 1784 Milán – 20. února 1862 tamtéž) byl italský voják, polní podmaršál rakouské císařské armády, diplomat, pevnostní stavitel, vojenský kartograf a topograf a autor spisů s vojenskou tematikou. V Čechách je znám zejména svým podílem na budování olomoucké pevnosti.

## Život

### Ve službách Napoleona
Potomek starého italského šlechtického rodu brzy vstoupil do armády a jako ženijní důstojník Italského království byl v roce 1808 mezi třiceti tisíci italskými vojáky, kteří se na straně Napoleona zúčastnili španělského tažení.
Ve Španělsku se jako důstojník Napoleonova vojska podílel na dobytí a obraně Barcelony, Figueres a Roses, v roce 1809 se účastnil útoku na pevnost v Geroně, o rok později na obsazení Tortosy a pevnosti Hostalric, účastnil se i pozdějších bojů o Navarru a Valencii včetně obsazení Tarragony v letech 1811–1814, kde se vyznamenal při dobývání pevnosti Olivo (Forte Olivo), za což byl později dekorován Křížem Čestné legie a Řádem železné koruny. Po ukončení bojů v roce 1814 se vrátil do Itálie, kde krátce působil v generálním štábu místokrále Evžena.

### Ve službách rakouského císařství
Po připojení severní Itálie k rakouskému císařství vstoupil v roce 1820 do císařských služeb jako major ženijního sboru. V rakouské armádě rychle postupoval, v roce 1828 byl jmenován podplukovníkem, o pět let později plukovníkem.
Tehdy pracoval na Generálním ženijním ředitelství ve Vídni, kde na základě zvláštního předpisu Jana Habsbursko-Lotrinského probíhal od roku 1828 proces upravující dosavadní praxi fungování ženijního sboru a to včetně subordinace a pravomocí velitelů a úkolů ženijního sboru v dobách války a míru. V souvislosti s tím probíhala i revize stavu pevností v rakouském císařství a Vacani byl vyslán do Olomouce, aby prověřil stav zdejší pevnosti a předložil možnosti, jak ji modernizovat. Tehdy navrhl výstavbu fortů na Tabulovém a Šibeničním vrchu, pro Šibeniční vrch a pro modernizaci Bystřické reduty zpracoval i první projekty, navrhl také bastionové opevnění kláštera Hradisko.
V roce 1833 byl také jako štábní důstojník pověřen vojenským výcvikem synů arcivévody Karla, v roce 1839 byl povýšen na generálmajora, v roce 1847 na polního podmaršála. Při říjnových nepokojích revolučního roku 1848 byl v ulicích Vídně pronásledován davem, což zřejmě přispělo k odchodu do výslužby v následujícím roce a k jeho přesídlení do Verony.

### Tituly a ocenění
V roce 1839 byl Vacani povýšen do rytířského stavu, v roce 1845 do šlechtického stavu s predikátem „von Fort Olivo“ (di Forte Olivo). Během své vojenské služby obdržel řadu vyznamenání, kromě již zmíněných to byl například ruský Řád sv. Anny II. třídy a Řád sv. Vladimíra III. třídy, španělský řád Karla III., či toskánský velkokříž Řádu sv. Josefa.

### Diplomacie
Díky svým diplomatickým schopnostem působil také jako rakouský zmocněnec při jednáních, které vedly v roce 1844 k uzavření tzv. Florentské smlouvy (Trattato di Firenze), která po smrti Marie Luisy, vévodkyně parmské, upravovala některé územní a mocenské změny na území Itálie, které byly v rozporu se závěry Vídeňského kongresu v roce 1815.

## Akademická činnost
Byl dopisujícím členem Akademie věd v Turíně (Accademia delle Scienze di Torino) a Akademie věd, písma a umění v Padově (Accademia galileiana di scienze, lettere ed arti), čestný člen florentské Akademie umění (Accademia delle arti del disegno) a univerzity v Brescii (Ateneo di Brescia), viceprezident a v roce 1859 prezident Lombardského institutu věd a písma (Istituto lombardo di scienze e lettere‏).

## Dílo
- Storia delle Campagne e degli Assedi degl‘ Italiani in Spagna dal 1808 al 1813, je příspěvek k historii italské vojenské udatnosti v napoleonské éře a Vacani v něm jako očitý svědek a často i přímý účastník popisuje události během svého působení ve Španělsku v letech 1808–1814. Dílo bylo široce distribuováno ve třech vydáních, 1823 a 1845 v Miláně, 1827 ve Florencii a bylo doplněno plány a topografickými mapami.

- Biografia del colonnello Antonio Caccianino, vydané v Miláně v roce 1841, je životopisem italského matematika a inženýra Antonia Caccianina (1764–1838).

- Bataille du Mincio du 8 fevrier 1814: entre l'armee du Prince Eugene et celle du Marechal Comte de Bellegarde, vydané v Miláně v roce 1857, popisuje střet francouzsko-italské armády vedené Evženem de Beauhernais a rakouské armády pod plukovníkem Heinrichem von Bellegarde na břehu řeky Mincio.

- Della Laguna di Venezia e dei Fiumi nelle attique provincie Memoria, vydaná posmrtně ve Florencii v roce 1867, je geografické dílo o benátských lagunách.[2]

Kromě písemností je Vacani autorem řady inženýrských projektů na úpravy pevností v Miláně, Piemontu a Lombardii, či projektu na úpravu náměstí Piazza del Duomo v Miláně.